# Arantxa Lazkano
Arantxa Lazkano (Zarautz, 23 d'abril de 1949) és una directora de cinema basca. Durant molts anys va treballar com a professora a una ikastola de Zarautz i no fou fins a la dècada del 1980 quan es va interessar professionalment pel cinema. El 1981 va començar a treballar en doblatge i el 1986 va estudiar a la Zine at Bideo Eskola d'Andoain. Com a treball de fi de carrera va fer el curtmetratge de 15 minuts Maider (1989), on una parella adopta la relació prostituta-client per revifar la seva passió. El 1993 aconsegueix realitzar el seu llargmetratge Urte ilunak/Los años oscuros, rodada en basc i en castellà, on mostra els anys de la repressió franquista al País Basc vistes des dels ulls d'una nena, i que fou nominada al Goya al millor director novell.